# Volpert Christian Riedesel zu Eisenbach
Freiherr Volpert Christian (von) Riedesel zu Eisenbach (* 9. April 1710 auf Schloss Lauterbach; † 18. April 1798 in Dresden) war kursächsischer General der Infanterie und zuletzt Gouverneur der Haupt- und Residenzstadt Dresden sowie Präsident des Generalkriegsgerichts.

## Herkunft
Seine Eltern waren der sachsen-eisenachische Oberhofmarschall Adolph Hermann von Riedesel (1685–1734) und dessen Ehefrau Sophia Juliane, geb. von Rotenhan († 1733) Der spätere österreichische Generalfeldwachtmeister Georg Friedrich Riedesel zu Eisenbach (* 11. Oktober 1708; † 5. Februar 1790) war sein Bruder.

## Leben
Er wurde 1733 Fähnrich in der sächsischen Armee und 1735 Kornett; anschließend 1736 Premier-Lieutenant, 1742 Hauptmann, 1745 Major und 1747 Oberstleutnant.
Er wurde kurz vor Beginn des Siebenjährigen Krieges 1756 Oberst und Generaladjutant des Königs von Polen und Kurfürsten von Sachsen August III. Auch stand er in gutem Einvernehmen mit dem mächtigen Minister Graf Bühl. Nach der Kapitulation der Sachsen bei Pirna am 17. Oktober 1756 wurde er Adjutant des Generals Louis de Galbert (1696–1772). Dieser General hatte die Aufgabe, mit Hilfe der verbündeten Österreicher die sächsische Armee wieder aufzubauen, dazu fehlten aber sowohl den Österreichern als auch den Sachsen das Geld.
Nach der Kapitulation der Sachsen wurden ganze Regimenter in die preußische Armee übernommen. Viele der Soldaten desertierten und die Österreicher sammelten diese mit Hilfe von Riedesel in Ungarn. Schließlich wurde der General Galbert nach Ungarn beordert, während Riedesel zu den gegen die Preußen kämpfenden Russen geschickt wurde. Seine Aufgabe war es nun, zwischen der österreichischen und russischen Generalität zu vermitteln, Er kam kurz von der Schlacht bei Kay in das russische Hauptquartier und blieb dort bis zum Tod der Zarin Elisabeth und dem unter Zar Peter III. folgenden Seitenwechsel der Russen. Als Anerkennung seiner guten Dienste wurde er bereits 1759 zum Generalmajor befördert.
Er wurde am 5. Februar 1777 zum Generalleutnant ernannt und erhielt am 1. Juni 1779 das Infanterieregiment Solms-Wildenfels, das er 1786 an Lindt abgab. Am 24. Dezember 1786 wurde er General der Infanterie und Gouverneur von Dresden. Er starb dort unverheiratet 1798.
Im Jahr 1777 kaufte er auch das letzte Viertel des Schlosses Neuenhof bei Eisenach von der Familie Rödiger. Damit gehörte das Schloss der Familie Riedesel.

## Werk
- Einige Annotationes, Waß bey dem Soldaten Standte vor Qualiteten erfordert werden (Handschrift im Militärgeschichtlichem Forschungsamt).